# Mi… ti… amo…
Mi... ti... amo... е вторият студиен албум на италианската певица Марчела Бела, издаден през 1973 година от музикалната компания Compagnia Generale del Disco.

## Песни
1. Io domani – (Джанкарло Бигаци – Джани Бела)
2. Una ragazza che ci sta – (Джанкарло Бигаци – Джани Бела)
3. Sicilia antica – (Антонио Бела – Джани Бела)
4. Can the Can – (Майк Чапман – Ники Чин)
5. Questa è la verità – (Джанкарло Бигаци – Джани Бела)
6. Mi... ti... amo... – (Джанкарло Бигаци – Джани Бела)
7. Proprio io – (Антонио Бела – Джани Бела)
8. Mi fa morire cantando (Killing Me Softly with His Song) – (Джорджо Калабрезе – Чарлз Фокс – Норман Гимбъл)
9. L'ultimo cielo – (Джанкарло Бигаци – Джани Бела)
10. Viaggio strano – (Джани Бела – Антонио Бела)

|  | Тази страница частично или изцяло представлява превод на страницата Mi...ti...amo... в Уикипедия на италиански. Оригиналният текст, както и този превод, са защитени от Лиценза „Криейтив Комънс – Признание – Споделяне на споделеното“, а за съдържание, създадено преди юни 2009 година – от Лиценза за свободна документация на ГНУ. Прегледайте историята на редакциите на оригиналната страница, както и на преводната страница, за да видите списъка на съавторите. ВАЖНО: Този шаблон се отнася единствено до авторските права върху съдържанието на статията. Добавянето му не отменя изискването да се посочват конкретни източници на твърденията, които да бъдат благонадеждни. |